# Grande pianura ungherese

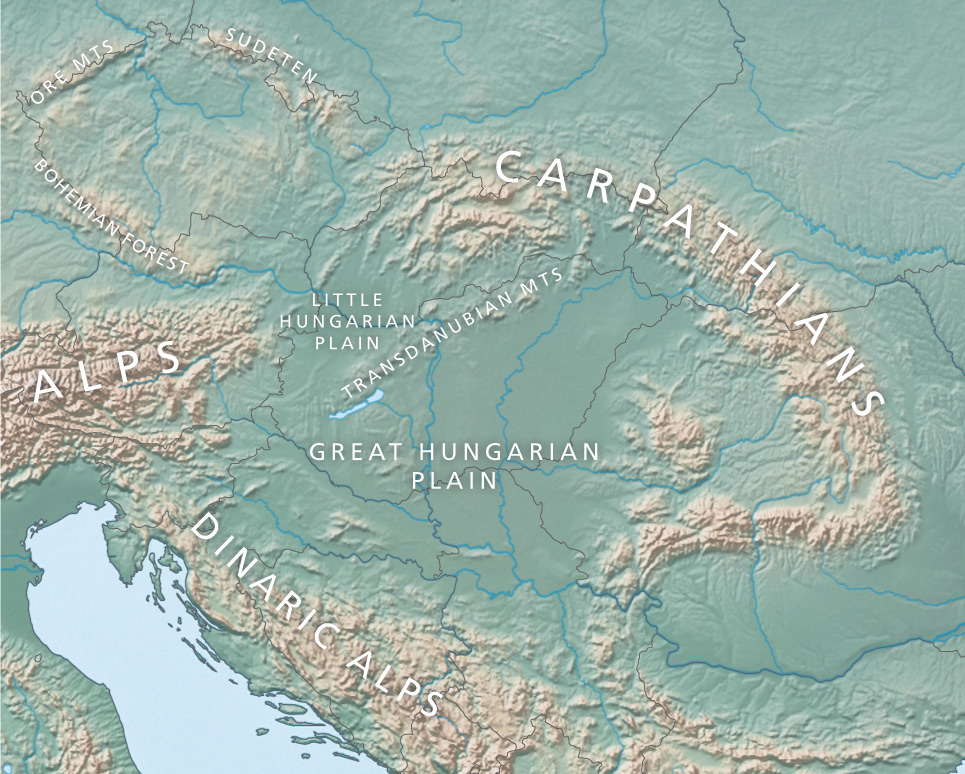
Bacino pannonico

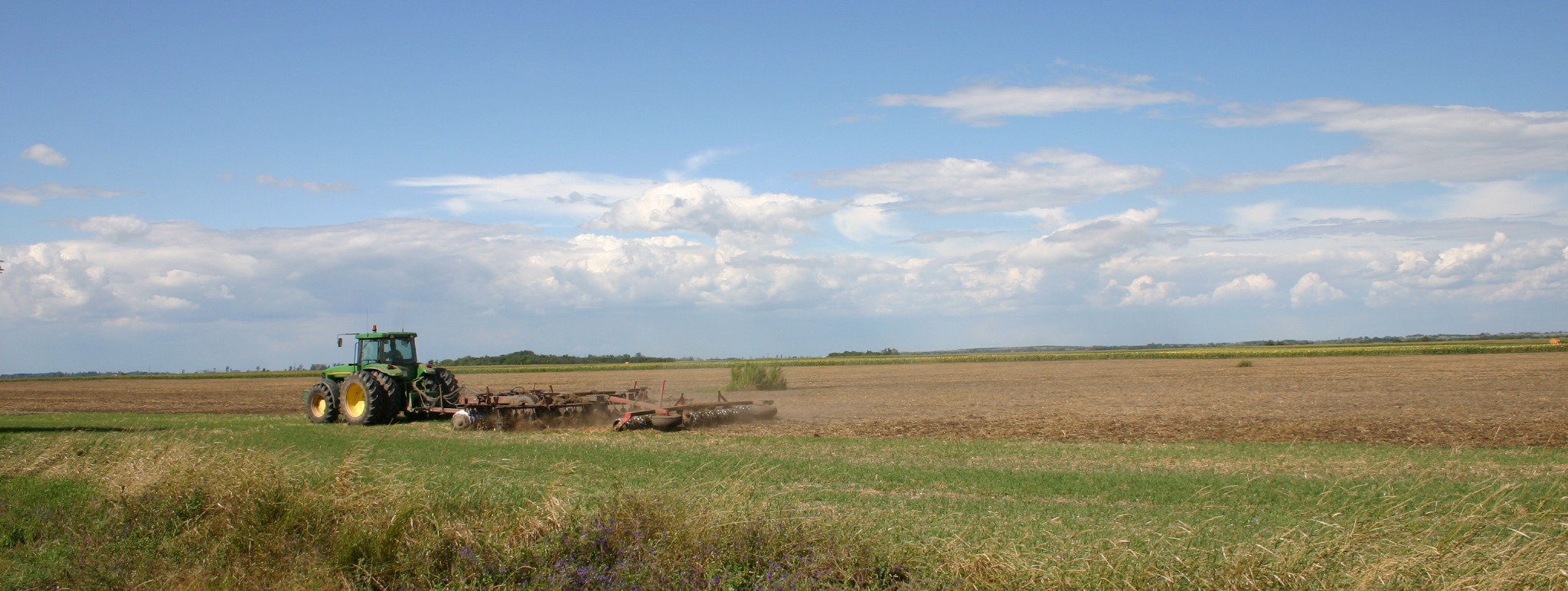
Campi coltivati nell'Alföld

La grande pianura ungherese (o Grande Alföld, o semplicemente Alföld, in lingua ungherese: Nagy Alföld) è una pianura che si estende fra il Danubio e i Carpazi occupando una gran parte del bacino pannonico.

## Delimitazioni
L'Alföld è delimitato a nord e a est dai monti Carpazi, a nordovest dalle Montagne del Transdanubio e dalle Alpi Dinariche, a sud approssimativamente dal fiume Sava.

## Geografia
L'Alföld occupa una superficie di circa 100.000 km² distribuita fra sette stati: Ungheria, Slovacchia, Ucraina, Romania, Serbia, Slovenia e Croazia.
- Animali che vivono nella steppa ungherese: aironi bianchi[3]; gru; mandrie di mucche grigie; bufali domestici.

### Ungheria

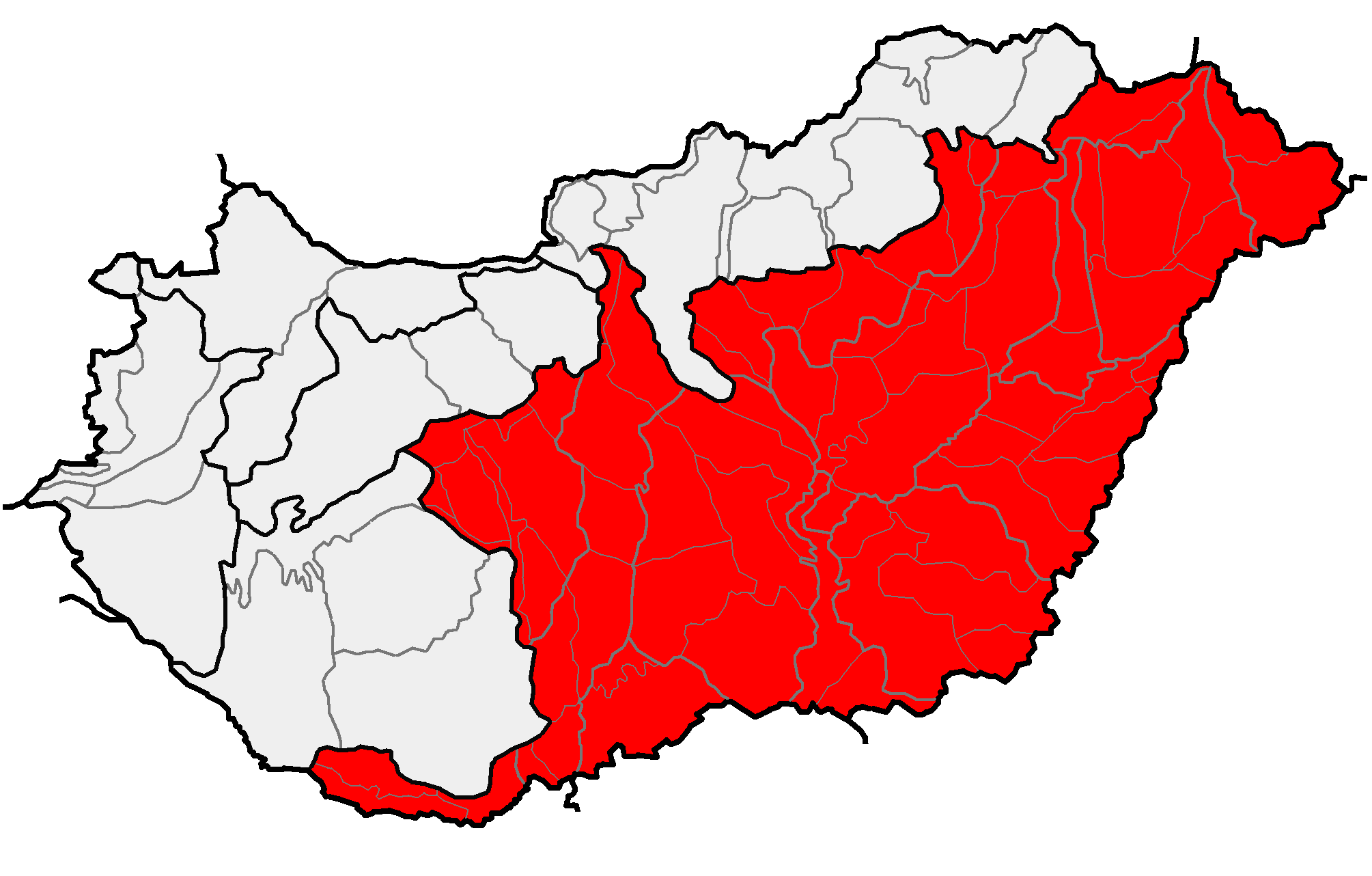
Il territorio della Grande Pianura in Ungheria.

Più della metà della superficie dell'Alföld si trova in Ungheria, dove la pianura con circa 52.000 km² occupa circa il 56% del territorio nazionale che è di 93.030 km².
Vi si distinguono due zone diverse:
- quella tra il Danubio e il Tibisco, detta anche Mesopotamia ungherese, è completamente pianeggiante e prevalentemente sabbiosa. Vi si coltiva frumento, segale e patate.
- quella a est del Tibisco, detta Transtibisco, è invece più fertile e ricca di löss. È questa la steppa ungherese (puszta) un tempo quasi esclusivamente dominata da branchi di cavalli allo stato brado, che oggi anche grazie alle opere di bonifica e di sistemazione idraulica del bacino del medio Tibisco è adibita ad allevamento intensivo e a coltivazioni. Nella zona a sud, nelle contee ungheresi di Csongrád-Csanád e Békés si coltiva frumento e mais. Viene chiamata comunemente "Puszta" dagli Ungheresi.

### Slovacchia
La parte della grande pianura situata in Slovacchia è conosciuta come pianura slovacca orientale e si trova nella regione di Košice, che occupa la Slovacchia sud-orientale.

### Ucraina
La parte di pianura in territorio dell'Ucraina è chiamata pianura transcarpatica e si trova nella regione della Rutenia subcarpatica.

### Romania
In Romania la pianura occupa un vasto territorio che si estende su tutta la parte occidentale nelle regioni del Banato e Crișana a ovest della Transilvania.

### Serbia
Il territorio serbo interessato dall'Alföld è la parte settentrionale della provincia della Voivodina. Qui si possono distinguere tre aree conosciute come Bačka, Banato e Sirmia.

### Croazia e Slovenia
Nella Croazia la pianura include le regioni di Slavonia, Sirmia e Baranja. In Slovenia la pianura include le regioni di Murska Sobota-Lendava e di Krsko-Brezice.

## Storia

### Culture preistoriche
Durante l'era preistorica, la Grande Pianura Ungherese rappresentò un punto di incontro tra le culture dell'Europa orientale e occidentale.
L'agricoltura nella grande pianura ebbe inizio tra 6.000 e 5.500 anni fa nel corso del Neolitico con la cultura Körös, localizzata nella regione dell'attuale Serbia, seguita a partire da 5.500 anni fa dalla cultura della ceramica lineare (LBK) che divenne successivamente la cultura agricola dominante in Europa. La LBK fu poi seguita tra 5.500 e 3.400 anni fa dalla cultura di Lengyel del tardo Neolitico.
Nella fase iniziale dell'età del bronzo (2.800 - 1.800 a.C.), la crescente domanda di minerale grezzo in Europa innescò una rete di commerci intercontenentali, e le culture della Grande Pianura incorporarono elementi di altre culture del Bronzo del vicino oriente, delle steppe e dell'Europa centrale.
Nel corso dell'età del ferro (primo millennio a.C.), nella regione del Transdanubio comparve una variante della cultura di Hallstatt, originaria dell'Europa centrale; evidenze di cultura pre-Scita e Scita sono presenti nella parte orientale della Grande Pianura ungherese.
Nel 2014 è stato pubblicato un importante studio sulle sepolture della Grande Pianura.
I dati, riferiti a un periodo di 5000 anni, mostrano significativi cambiamenti del genoma all'inizio del Neolitico, dell'età del bronzo e del ferro, con periodi di stabilità nelle fasi intermedie. Il più antico genoma neolitico è simile a quello degli altri cacciatori-raccoglitori europei e sorprendentemente non mostra evidenza di persistenza di lattasi in quel periodo. I reperti più recenti, che risalgono all'età del ferro, mostrano un'influenza genomica orientale contemporanea all'introduzione di riti di sepoltura della steppa. In contemporanea ci fu anche una transizione verso una pigmentazione più chiara.

### Popolazioni nomadi
La Grande Pianura ungherese divenne anche il centro di insediamento di popoli nomadi europei, data la somiglianza con l'ambiente naturale della steppa pontico-caspica. Nella pianura si insediarono varie popolazioni tra cui Unni, Avari, Magiari, Cumani e altre tribù nomadi provenienti dalla steppa eurasiatica.